# Генрі Купрашвілі

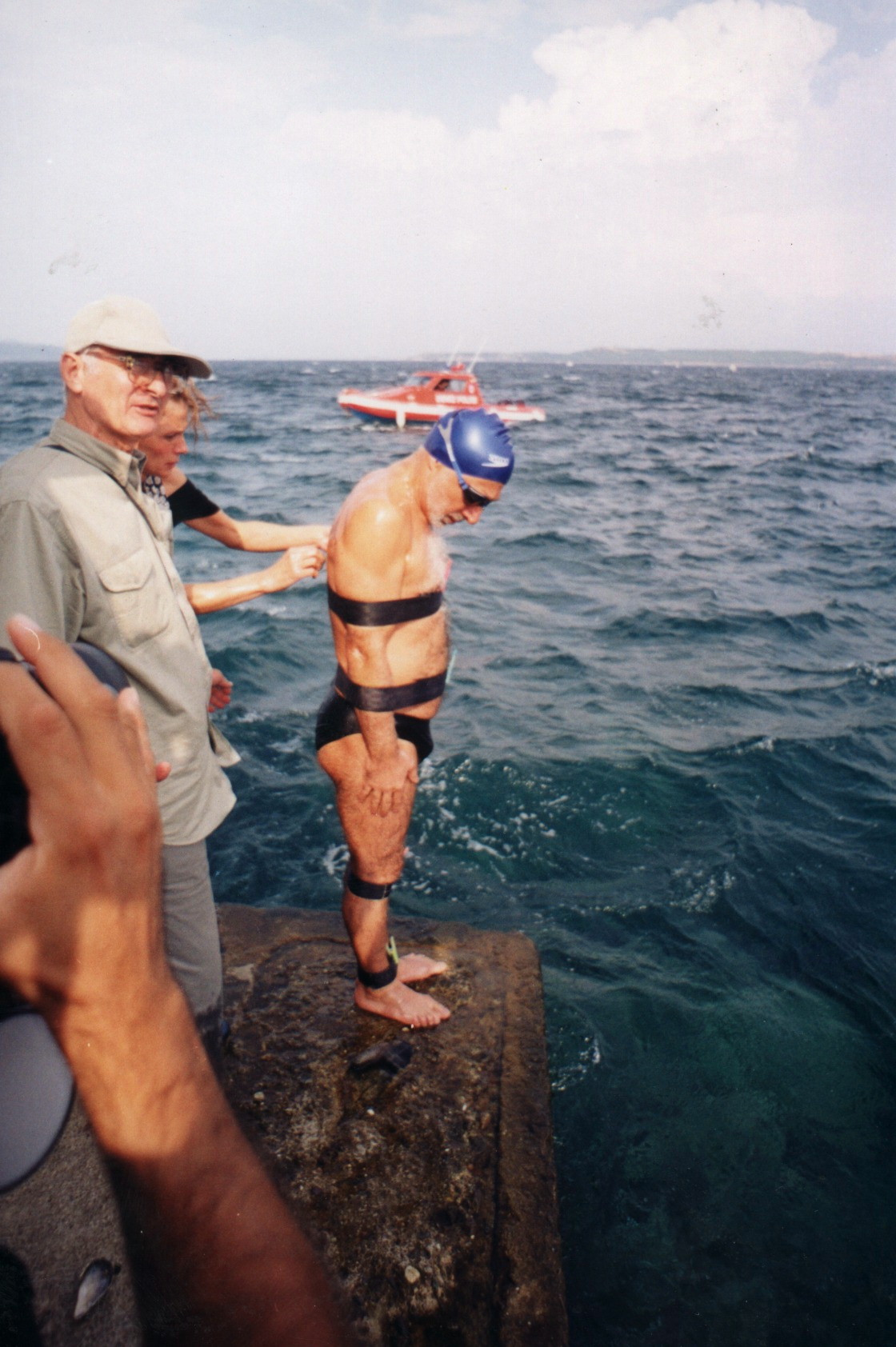
Henri Kuprashvili - Dardanelles 2002

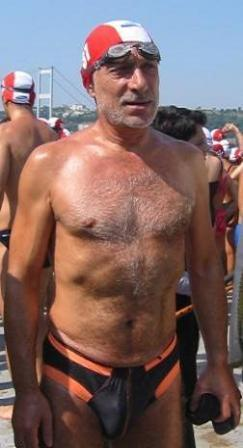
Генрі Купрашвілі - Босфор 2005

Генрі Купрашвілі (груз. ჰენრი კუპრაშვილი) народився 13 вересня 1946 р, м. Хашурі, Грузія - грузинський плавець.
ЗМІ назвали його «людиною-дельфіном» після того, як він 30 серпня 2002 року в древньогрузинському військово-тренувальному стилі зв'язаний у 4-ьох місцях по руках і ногах, першим в історії людства проплив Дарданели за 3 години 15 хвилин. Готується таким же способом переплисти протоки Босфор, Гібралтар та Ла-Манш.

## Відео
- CNN-2002
- CNN-2001 [Архівовано 27 квітня 2016 у Wayback Machine.]
- REUTERS 2007 [Архівовано 18 квітня 2016 у Wayback Machine.]
- Competition in Georgian sport style of swimming „Free Kolkhuri" (Lazuri) 2010 [Архівовано 18 квітня 2016 у Wayback Machine.]
- 30.08.2007. традиционный групповой переплыв Тбилисского моря стилем Колхури [Архівовано 29 травня 2016 у Wayback Machine.]